# Juan Rojas (bispo)
Juan Rojas (falecido no dia 21 de maio de 1578) foi um prelado católico romano que serviu como bispo de Agrigento (1577–1578).

## Biografia
No dia 9 de outubro de 1577, Juan Rojas foi nomeado pelo Papa Gregório XIII como Bispo de Agrigento. Serviu como Bispo de Agrigento até à sua morte a 21 de maio de 1578.